# Clifton Springs, Victoria
Clifton Springs är en ort i Australien. Den ligger i kommunen Greater Geelong och delstaten Victoria, omkring 52 kilometer sydväst om delstatshuvudstaden Melbourne. Antalet invånare är 7 413.
Trakten är tätbefolkad. Närmaste större samhälle är Geelong, omkring 18 kilometer väster om Clifton Springs. 
Trakten runt Clifton Springs består till största delen av jordbruksmark. Genomsnittlig årsnederbörd är 939 millimeter. Den regnigaste månaden är juni, med i genomsnitt 128 mm nederbörd, och den torraste är januari, med 44 mm nederbörd.